# Tabani
Tabani è un comune della Moldavia situato nel distretto di Briceni di 3.131 abitanti al censimento del 2004.